# Louis Levy (compositeur)
Pour les articles homonymes, voir Lévy et Louis Levy.

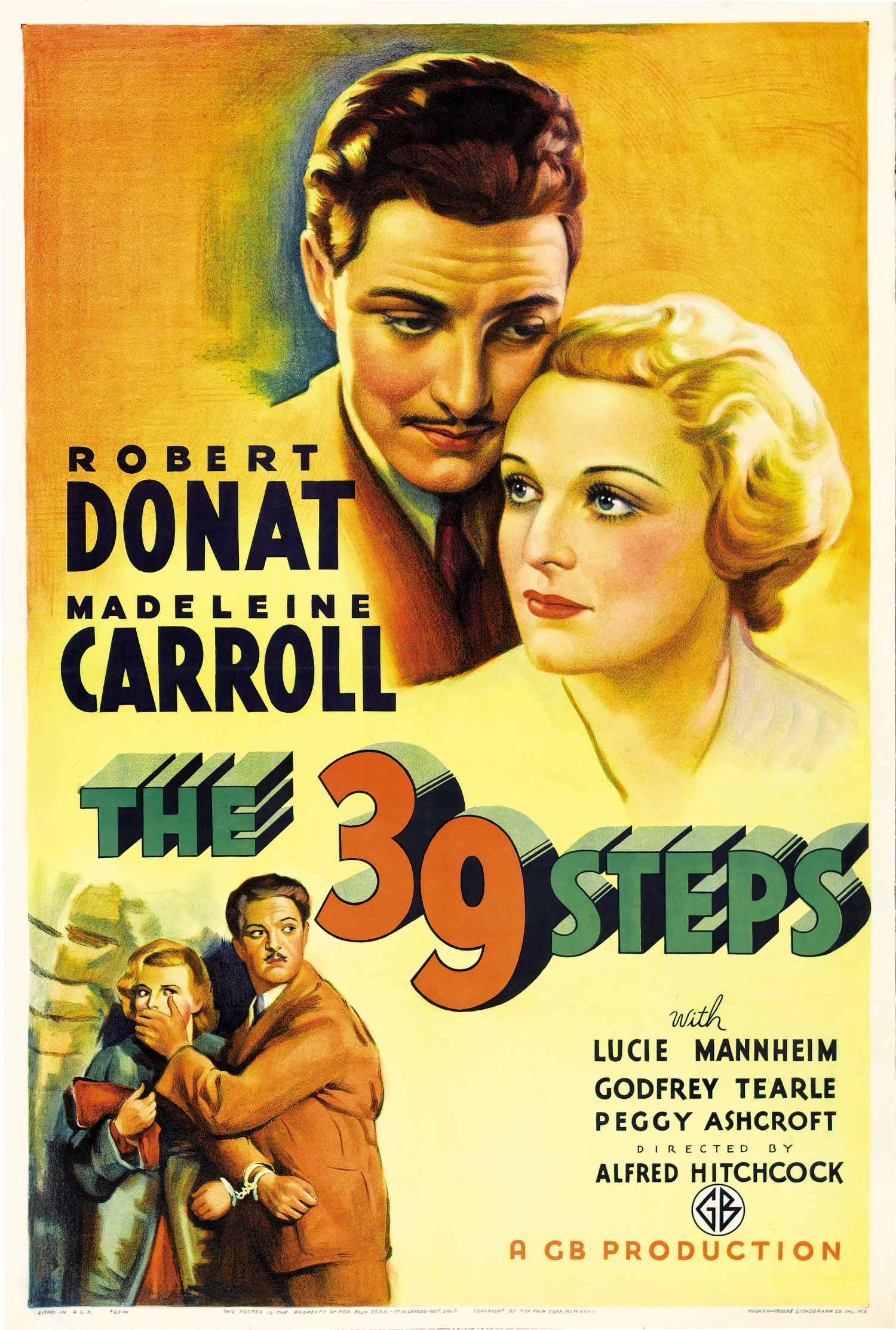
Les 39 Marches (1935) :
compositeur et directeur musical

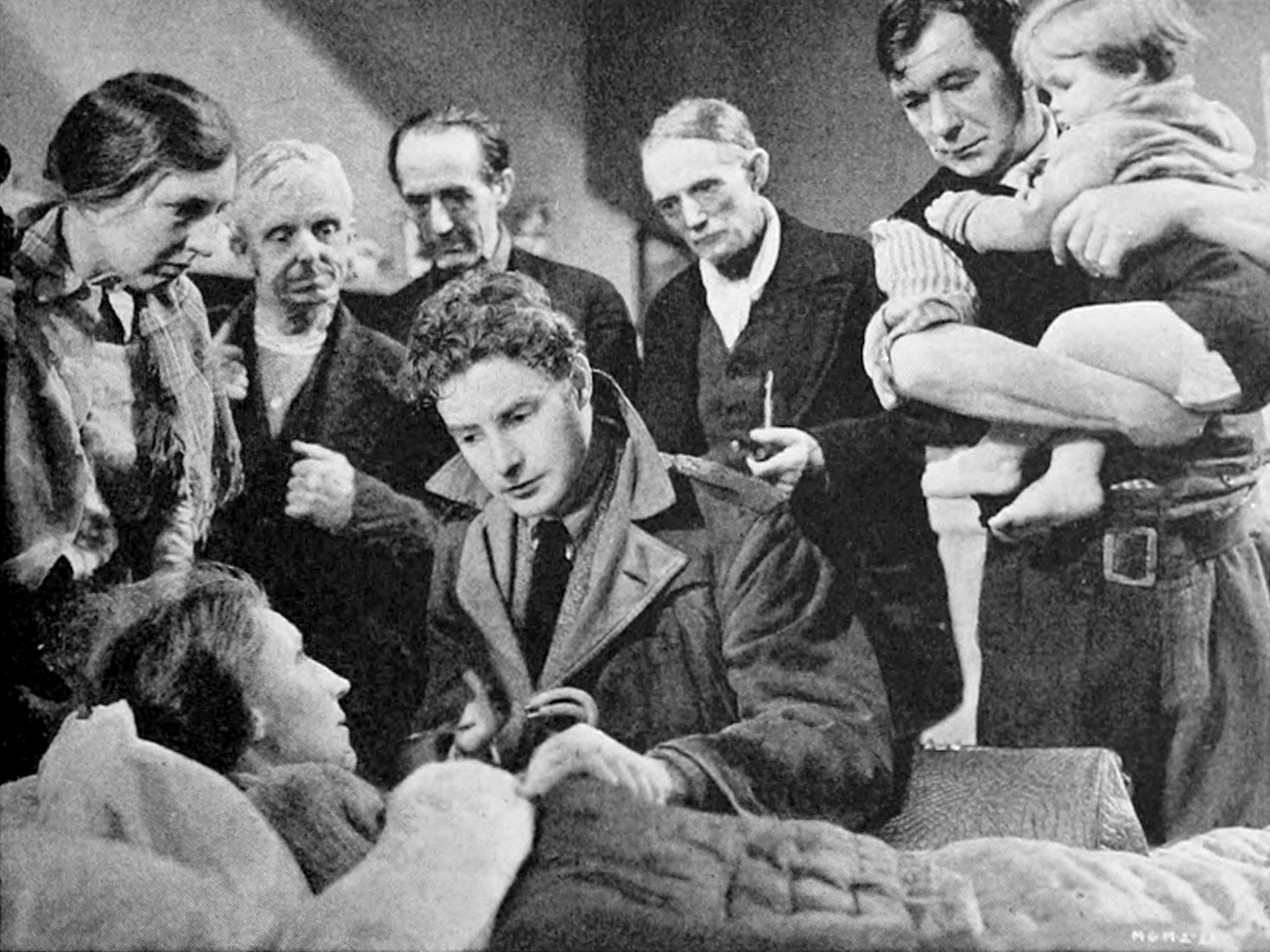
La Citadelle (1938) :
compositeur

Louis Levy, né le 20 novembre 1894 à Londres et mort le 18 août 1957 à Slough (Berkshire), est un compositeur de musique de film, chef d'orchestre et arrangeur anglais.

## Biographie
Louis Levy se tourne vers le cinéma dès 1916, d'abord comme accompagnateur et arrangeur de musiques pour des films muets. À partir de la fin des années 1920, il est compositeur, directeur musical et arrangeur sur de nombreux films britanniques (parfois en coproduction ou américains), entre autres au sein de la Gaumont British Picture Corporation ou de Gainsborough Pictures.
Il collabore notamment à plusieurs films réalisés par Alfred Hitchcock, comme Les 39 Marches (1935, compositeur et directeur musical), Jeune et Innocent (1937, compositeur et directeur musical), Les Amants du Capricorne (1949, directeur musical) et Le Grand Alibi (1950, directeur musical).
Parmi ses autres films notables, mentionnons La Citadelle de King Vidor (1938, compositeur), Train de nuit pour Munich de Carol Reed (1940, compositeur et directeur musical), Capitaine sans peur de Raoul Walsh (1951, directeur musical) et Moby Dick de John Huston (1956, directeur musical).
Unique contribution pour la télévision britannique, il compose le thème du générique de fin de la série Ivanhoé (39 épisodes diffusés en 1958-1959).
Directeur musical jusqu'en 1957, Louis Levy meurt la même année, à 62 ans.    

## Filmographie partielle

### Compositeur
Cinéma
- 1929 : Point ne tueras (High Treason) de Maurice Elvey
- 1932 : The Faithful Heart de Victor Saville (+ directeur musical)
- 1932 : There Goes the Bride d'Albert de Courville (+ directeur musical)
- 1933 : Vendredi 13 (Friday the Thirteenth) de Victor Saville
- 1933 : Le Fantôme vivant (The Ghoul) de T. Hayes Hunter
- 1933 : J'étais une espionne (I Was a Spy) de Victor Saville (+ directeur musical et arrangeur)
- 1934 : Toujours vingt ans (Evergreen) de Victor Saville
- 1935 : Les 39 Marches (The 39 Steps) d'Alfred Hitchcock (+ directeur musical)
- 1935 : Marin de Sa Majesté (Brown on Resolution) de Walter Forde (+ directeur musical)
- 1936 : Agent secret (Sabotage) d'Alfred Hitchcock (+ directeur musical)
- 1936 : Quatre de l'espionnage (Secret Agent) d'Alfred Hitchcock (+ directeur musical)
- 1937 : Jeune et Innocent (Young and Innocent) d'Alfred Hitchcock (+ directeur musical)
- 1938 : Une femme disparaît (The Lady Vanishes) d'Alfred Hitchcock (+ directeur musical)
- 1938 : La Citadelle (The Citadel) de King Vidor
- 1938 : Train de nuit pour Munich (Night Train to Munich) de Carol Reed (+ directeur musical)
- 1940 : Busman's Honeymoon d'Arthur B. Woods et Richard Thorpe (+ directeur musical)
- 1941 : Cottage à louer (Cottage to Let) d'Anthony Asquith (+ directeur musical et arrangeur)

Télévision
- 1958-1959 : Ivanhoé (Ivanhoe, série), saison unique, 39 épisodes (intégrale) (thème du générique de fin)

### Directeur musical
(cinéma)
- 1932 : Marry Me de Wilhelm Thiele
- 1934 : L'Homme qui en savait trop (The Man Who Knew Too Much) d'Alfred Hitchcock
- 1934 : Evergreen de Victor Saville
- 1934 : Le Juif Süss (Jew Suss) de Lothar Mendes
- 1934 : Le Chant du Danube (Waltzes from Vienna) d'Alfred Hitchcock
- 1934 : Prima Donna (Evensong) de Victor Saville
- 1936 : Marie Tudor (Tudor Rose) de Robert Stevenson (+ musique additionnelle)
- 1936 : Cerveaux de rechange (The Man Who Changed His Mind) de Robert Stevenson (+ musique additionnelle)
- 1936 : Everybody Dance de Charles Reisner
- 1937 : Oh, Mr Porter! de Marcel Varnel (+ musique additionnelle)
- 1937 : Au service de Sa Majesté (O.H.M.S.) de Raoul Walsh
- 1937 : Les Mines du roi Salomon (King Salomon's Mines) de Robert Stevenson
- 1938 : Pygmalion d'Anthony Asquith et Leslie Howard
- 1938 : La Grande Escalade (Climbing High) de Carol Reed
- 1939 : Au revoir Mr. Chips (Goodbye, Mr. Chips) de Sam Wood
- 1942 : Le Jeune Monsieur Pitt (The Young Mr. Pitt) de Carol Reed (+ musique additionnelle et arrangeur)
- 1942 : Uncensored d'Anthony Asquith (+ musique additionnelle)
- 1943 : Plongée à l'aube (We Dive at Dawn) d'Anthony Asquith (+ musique additionnelle et arrangeur)
- 1943 : Ceux de chez nous (Million Like Us) de Sidney Gilliat et Frank Launder (+ musique additionnelle et arrangeur)
- 1943 : L'Homme en gris (The Man in Grey) de Leslie Arliss (+ arrangeur)
- 1944 : L'Homme fatal (Fanny by Gaslight) d'Anthony Asquith
- 1945 : Le Masque aux yeux verts (The Wicked Lady) de Leslie Arliss
- 1949 : Les Amants du Capricorne (Under Capricorn) d'Alfred Hitchcock
- 1949 : L'Obsédé (Obsession) d'Edward Dmytryk
- 1949 : Le Dernier Voyage (The Hasty Heart) de Vincent Sherman
- 1950 : Vacances sur ordonnance (Last Holiday) d'Henry Cass
- 1950 : Le Grand Alibi (Stage Fright) d'Alfred Hitchcock
- 1950 : La Route du Caire (Cairo Road) de David MacDonald
- 1950 : Vacances sur ordonnance (Last Holiday) d'Henry Cass
- 1951 : Rires au paradis (Laughter in Paradise) de Mario Zampi
- 1951 : Capitaine sans peur (Captain Horatio Hornblower R.N.) de Raoul Walsh
- 1951 : L'amour mène la danse (Happy Go Lovely) de H. Bruce Humberstone
- 1953 : Au sud d'Alger (South of Algiers) de Jack Lee
- 1953 : Le Scandaleux Mister Sterling (Will Any Gentleman...?) de Michael Anderson
- 1954 : Héritages et vieux fantômes (Happy Ever After) de Mario Zampi
- 1955 : L'Armure noire (The Dark Avenger) d'Henry Levin
- 1955 : Les Briseurs de barrages (The Dam Busters) de Michael Anderson
- 1956 : Moby Dick de John Huston
- 1957 : Tarzan et le Safari perdu (Tarzan and the Lost Safari) de H. Bruce Humberstone
- 1957 : La Cousine d'Amérique (Let's Be Happy) d'Henry Levin
- 1957 : La Femme en robe de chambre (Woman in a Dressing Gown) de J. Lee Thompson (+ arrangeur)